# Kirsten Hansteen
Kirsten Hansteen (Lyngen, 5 de janeiro de 1903 – Oslo, 17 de novembro de 1974) foi uma editora e bibliotecária norueguesa. Ela foi nomeada Ministra de Assuntos Sociais do Primeiro Gabinete de Gerhardsen em 1945 e foi a primeira mulher membro do gabinete na Noruega.

## Biografia
Ela nasceu em Lyngen em Troms, na Noruega. Seus pais se chamavam Ole Christian Strøm Moe (1866–1907) e Gerda Sophie Landmark (1871– 1934). Seu pai morreu quando ela tinha apenas quatro anos, e sua mãe transferiu seus cinco filhos para Kristiania (agora Oslo). Ela se formou artium em 1921 e depois estudou alemão e norueguês na Universidade de Oslo.
Em 1930, casou-se com o advogado Viggo Hansteen (1900–1941). Seu marido foi executado em 1941 durante a ocupação da Noruega pela Alemanha nazista. Ela editou o jornal de resistência e feminista Kvinnefronten (Frente das Mulheres) durante a ocupação alemã.
Após a libertação da Noruega no final da Segunda Guerra Mundial, ela refundou a revista Kvinnen og Tiden com Henriette Bie Lorentzen (1911–2001). Lorentzen e Hansteen trabalharam como editores-chefes conjuntos da revista que estava em publicação de dezembro de 1945 até 1955. Kirsten Hansteen também foi membro do parlamento norueguês de Akershus como representante do Partido Comunista da Noruega de 1945 a 1949. Entre 25 de julho e 5 de novembro de 1945, atuou como Conselheira Consultiva de Estado no Ministério de Assuntos Sociais sob o primeiro-ministro Einar Gerhardsen. A partir de 1959, Kirsten Hansteen trabalhou na Biblioteca da Universidade de Oslo como bibliotecária até se aposentar em 1970. Ela morreu durante 1974 em Oslo.